# Baby (película de 2024)
Baby es una película dramática de 2024, dirigida por Marcelo Caetano y estrenada en 2024.Una coproducción de empresas de Brasil, Francia y Holanda,la película está protagonizada por João Pedro Mariano como Wellington (apodado "Baby"), un joven obligado a valerse por sí mismo en las calles de São Paulo . Recién liberado de una condena de dos años en un centro de detención juvenil, durante el cual sus padres se mudaron sin dejar ninguna indicación de su paradero, conoce a Ronaldo (Ricardo Teodoro), un acompañante que se convierte primero en una figura paterna sustituta y luego en un interés amoroso para Baby.
El elenco también incluye a la expareja de Ana Flavia Cavalcanti Ronaldo, Priscilla, y Bruna Linzmeyer como Jana, la esposa de Priscilla, quien también entabla amistad con Wellington, y Luiz Bertazzo como Torres, un narcotraficante que también quiere el afecto de Wellington, además de Marcelo. Várzea, Patrick Coelho, Kyra Reis, Baco Pereira, Sylvia Prado, Ariane Aparecida, Victor Hugo Martins, Maurício de Barros, Cleo Coelho, Cael Benício, Aquiles, Kelly Campello y Mauricio Sassi en papeles secundarios.

## Distribución
La película se estrenó el 18 de mayo de 2024 en el programa de la Semana de la Crítica del Festival de Cine de Cannes de 2024,donde fue nominada a la Palma Queer. Ha sido adquirida por Dark Star Pictures y Uncork'd Entertainment para su distribución comercial en Norteamérica.